# Eucharis casca
Eucharis casca är en stekelart som beskrevs av Fernando 1957. Eucharis casca ingår i släktet Eucharis och familjen Eucharitidae. Inga underarter finns listade i Catalogue of Life.